# Amīndīvi Islands
Amīndīvi Islands är öar i Indien.   De ligger i delstaten Lakshadweep, i den sydvästra delen av landet, 2 000 km söder om huvudstaden New Delhi.